# Diafanoskop
Diafanoskop (ang. diaphanoscope) – aparat medyczny do oświetlania jam lub tkanek ciała za pomocą transiluminacji (prześwietlania). Czasami stosowany jest w diagnostyce guzów piersi.